# Ilex pedunculosa
Ilex pedunculosa — вид квіткових рослин з родини падубових.

## Морфологічна характеристика
Це вічнозелене дерево чи кущ 2–10(15) метрів заввишки. Молоді гілочки коричневі чи каштанові, поздовжньо кутасті, голі чи дрібно запушені на вузлах. Ніжка листка 1.5–2.5 мм, тонка, адаксіально (верх) поздовжньо борозенчаста. Листова пластина абаксіально каштаново-чорна, блискуча, коли висихає, яйцеподібна, видовжено-еліптична або еліптична, 4–12.5 × 2–3 см, обидві поверхні голі, край цілий чи часто туманно зазубрений біля вершини, верхівка загострена. Плід червоний чи помаранчевий, кулястий, 7–8 мм у діаметрі. Квітне у травні та червні; плодить у липні — листопаді.

## Поширення
Ареал: Китай, Японія, Тайвань. Населяє широколистяні ліси, чагарники, узлісся на горах.

## Використання
Медичне. Насіння і кору, переварені у вині, використовують як вітрогонний і тонізуючий засіб. Напій, приготований з насіння, настійно рекомендується вживати при лікуванні геморою. Листя використовують для лікування ревматичних болів, кровотеч, потрісканої шкіри та абсцесу. Попіл листя використовують при лікуванні шкірних захворювань і отруєних ран. Агролісове. Рослини добре реагують на стрижку, і їх можна вирощувати як велику неформальну живопліт. Інше. З листя отримують темно-червоний барвник. Деревина біла з красивими прожилками. У минулому його використовували для виготовлення табличок, схожих на слонову кістку, які використовували чиновники на імператорських аудієнціях в імператорському Китаї..

## Галерея

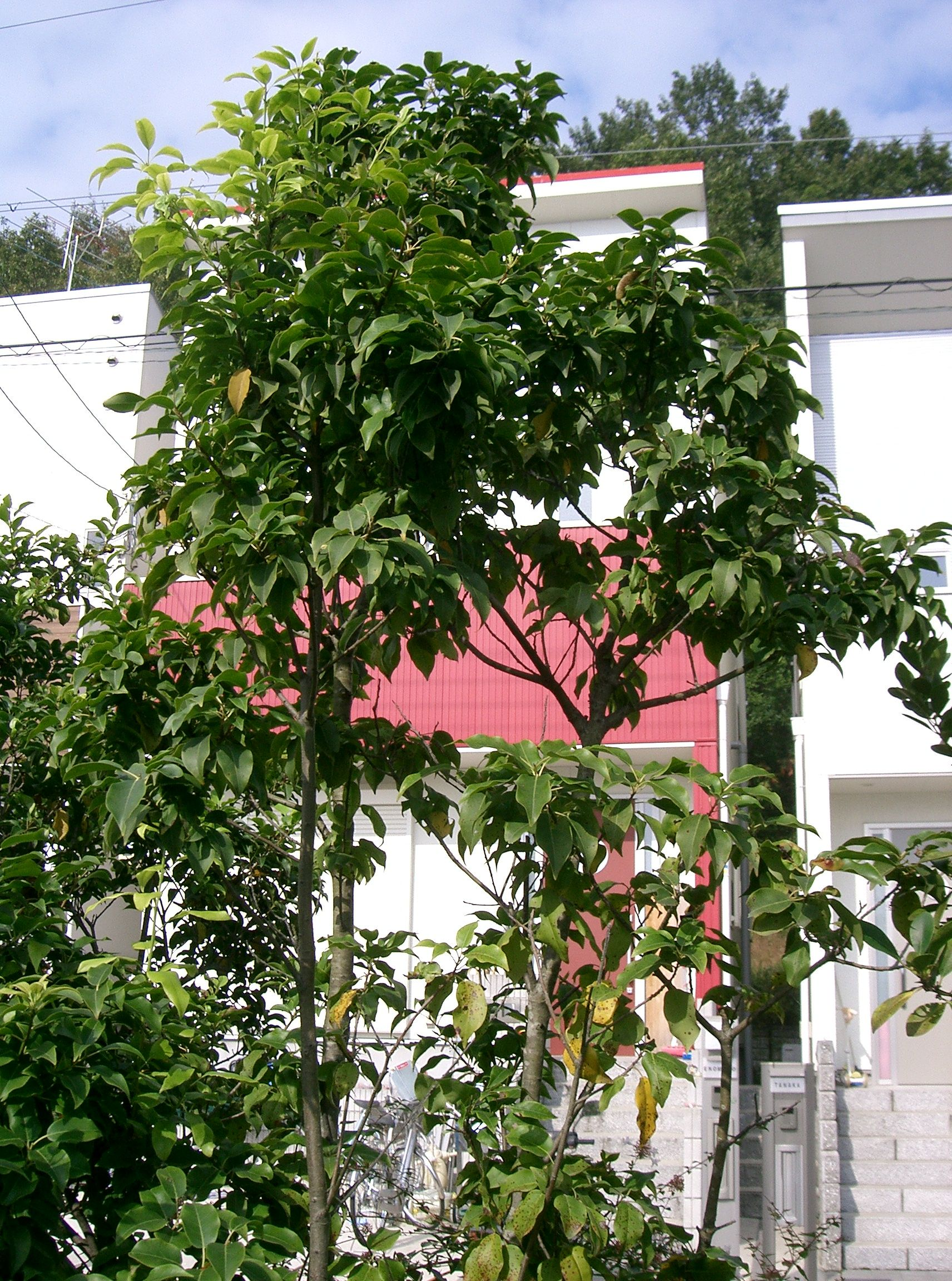
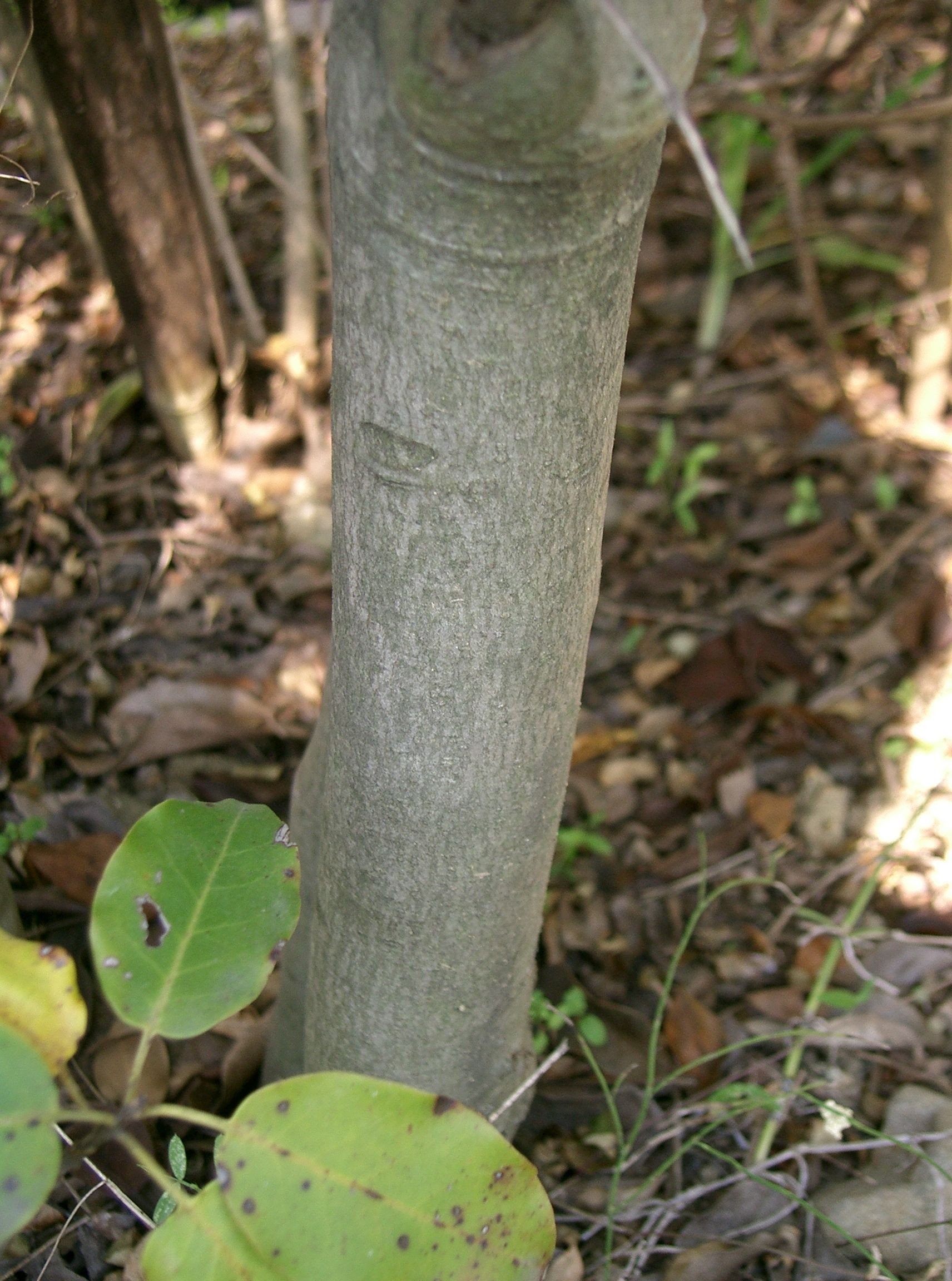
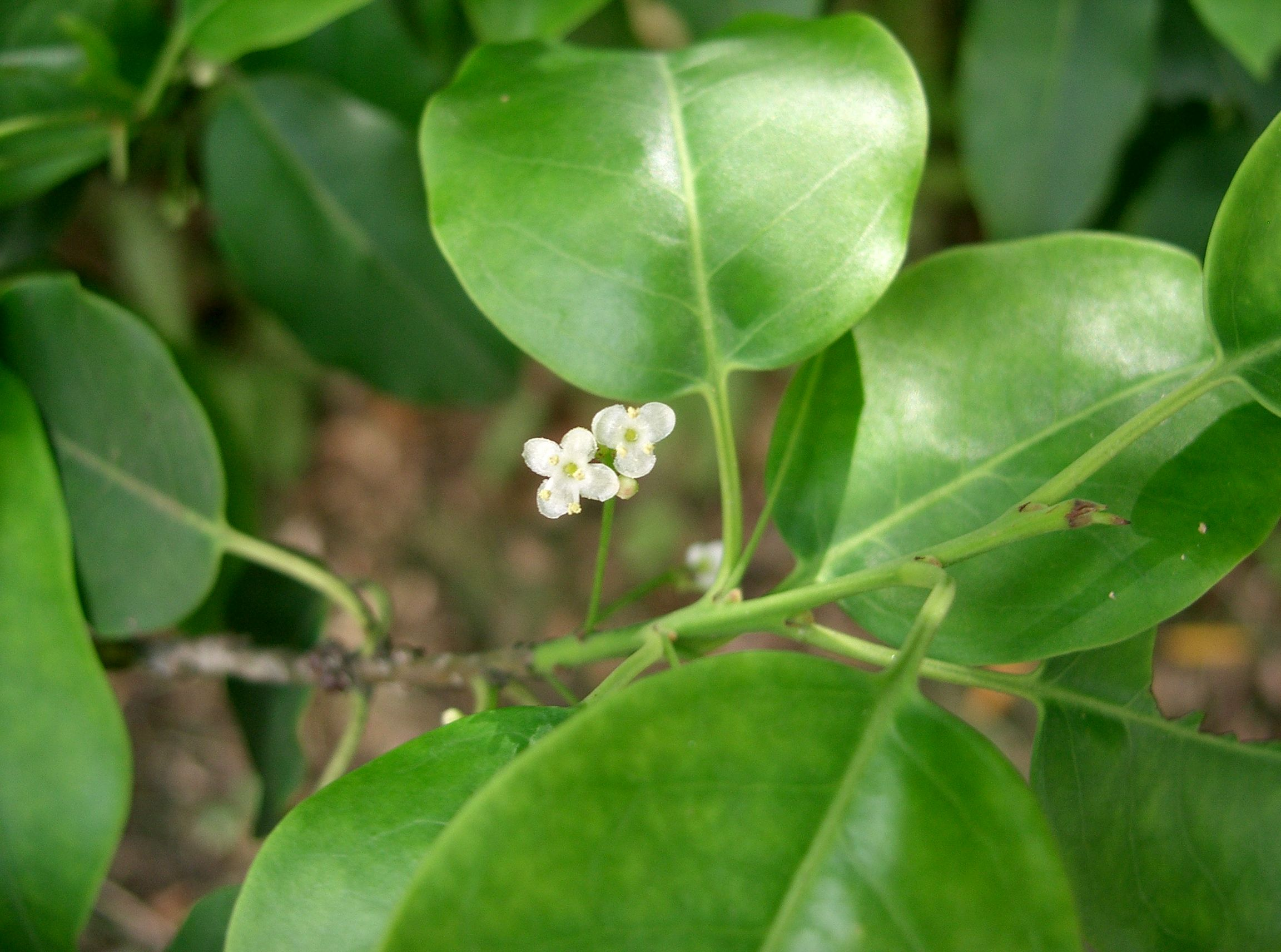
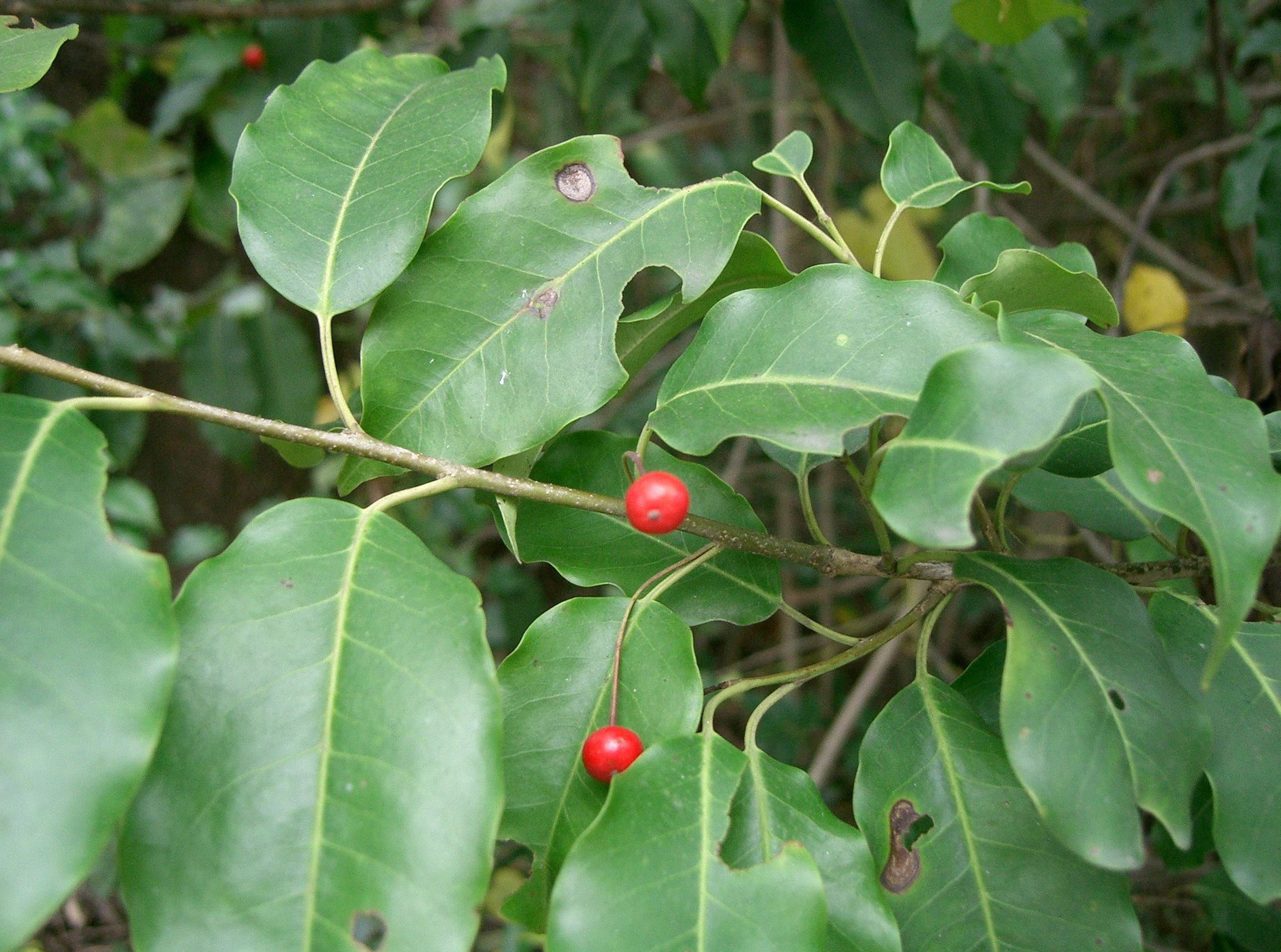